# سامانثا كاميرون
سامانثا كاميرون (بالإنجليزية: Samantha Cameron)‏ هي سيدة أعمال وربة منزل بريطانية، ولدت في 18 أبريل 1971 في بادنغتون في المملكة المتحدة.

## وصلات خارجية
- سامانثا كاميرون على موقع IMDb (الإنجليزية)
- سامانثا كاميرون على موقع إن إن دي بي (الإنجليزية)
- سامانثا كاميرون على موقع قاعدة بيانات الفيلم (الإنجليزية)
- سامانثا كاميرون على موقع كينوبويسك (الروسية)